# Jon Berkeley
Jon Berkeley (ur. 1962 r.) – irlandzki ilustrator i autor książek dla dzieci.

## Życiorys
Rozpoczął pracę w latach 80. jako wolny strzelec, tworzący ilustracje dla różnych czasopism, m.in. w Londynie, Barcelonie, Sydney i Hongkongu. W 1992 roku powrócił do Dublina i wraz z czołowymi irlandzkimi ilustratorami: Rogerem O'Reilly i P.J. Lynchem, założył nieformalny związek "Baggot Street Central".
Jego ilustracje znaleźć można było w prestiżowych światowych pismach, jak np.: Time, The Sunday Independent, The Washington Post i The Economist. Wiele karykatur jego autorstwa opublikowały The Sunday Times oraz LA Times. Jego prace nagrodzone zostały m.in. przez Society of News Design, 4A's, oraz Institute of Creative Advertising and Design.
Prawdziwą popularność przyniosły mu jednak książeczki dla dzieci, które napisał i zilustrował. Pierwszą była wydana w 2005 roku "Pałeczka" (Chopsticks) o przyjaźni myszy i chińskiego smoka. Dobre przyjęcie książeczki zaowocowało kontraktem z wydawnictwem Harper Collins na kolejne.
Berkeley napisał serię trzech opowieści dla dzieci, które zilustrował Brandon Dorman:
- 2005 – Pałac Śmiechu (The Palace of Laughter) – nominowana w 2007 r. do nagrody CBI Bisto Award
- 2007 – Tygrysie jajo (The Tiger Egg)
- 2009 – Lightning Key

Kolejna książka Berkleya – The Hidden Boy – ukazała się w lutym 2010 r. Jest to historia dziewczynki, która wygrywa wakacje marzeń i trafia do magicznego świata, z którego nie ma powrotu.